# Rémi Susbielles
Pour les articles homonymes, voir Susbielle.
Pas d'image ? Cliquez ici

a Compétitions nationales et continentales officielles uniquement.

Rémi Susbielles, né le 26 janvier 1972 à Pau, est un joueur français de rugby à XV qui évolue aux postes de pilier et de troisième ligne centre.

## Biographie
Né le 26 janvier 1972 à Pau, Rémi Susbielles pratique le rugby à XV à l'école de rugby du club béarnais du Sport athlétique de Monein. Ses qualités lui permettent d'évoluer avec l'équipe première dès l'âge de 18 ans, alors qu'il n'est qu'en catégorie junior,.
En 1991, il est repéré par le club landais de l'US Dax. Formé au poste de troisième ligne centre, il est replacé à l'avant de la mêlée, en tant que pilier gauche. En 1993, il est sacré champion de France en catégorie Reichel, aux côtés de Richard Dourthe, Raphaël Ibañez, David Laperne et Olivier Magne ; il évolue plus tard en équipe première.
Après cela, il rejoint l'USA Perpignan, avec qui il participe notamment à la Conférence européenne en 1998. L'année précédente, il joue la finale du championnat de France espoirs en tant que remplaçant, qu'il remporte.
Muté en 1998, il joue ensuite pour le CA Périgueux,.
Entre temps, Susbielle porte le maillot de l'équipe de France dans différentes catégories, chez les universitaires, en équipe de France militaire, puis en catégorie scolaire.
Il achève sa carrière de joueur dans le Béarn, avec l'US Coarraze Nay,. Il entre ensuite dans l'organigramme de son club formateur du SA Monein.

## Palmarès
- Coupe Frantz-Reichel :
  - Vainqueur : 1993 avec l'US Dax.
- Championnat de France espoirs :
  - Champion : 1997 avec l'USA Perpignan.